# Rdeči Kal, Trebnje
Rdeči Kal je naselje v občini Trebnje.
Rdeči Kal je razloženo naselje na prevalu ob cesti Dobrnič – Mirna Peč pod z zidanicami in vinogradi posejanim Šmavrom. Na jugozahodni strani naselja je zaselek Laze, okoliška pokrajina pa je vrtačasta s prevlado rdeče ilovke, ki je kraju dala ime. Njive so v Rebri, Šterglavcu, na Kržacu, v Širokih njivah in v Splavnah, v Splavnah in Vrbovških lazah pa so tudi košenice, predvsem na tistih območjih, kjer so bili nekdaj vinogradi. Proti Ostremu vrhu se razteza listnat gozd, v bližini pa so tudi večje kraške jame Koprivnica ter Velika in Mala Vratnica.